# Ljosanbotn Station
Ljosanbotn Station (Ljosanbotn stasjon eller Ljosanbotn holdeplass) er en jernbanestation på Bergensbanen, der ligger i Voss kommune i Norge. Stationen består af et spor og en perron af træ samt en ventesalsbygning i rødmalet træ. Stationen ligger i et område med mange hytter og muligheder for at vandre. Om sommeren er stationen tilgængelig til fods, mens det om vinteren er nødvendigt at benytte ski eller snesko.
Stationen åbnede som trinbræt 9. maj 1948.